# Voio (Berg)
Der Voio (griechisch Βόιο auch Βόϊο (n. sg.)) ist ein Berg in Westmakedonien. Er nimmt den östlichen Teil des Regionalbezirks Kastoria ein. Zum Teil wird er als Verlängerung des Grammos-Massivs angesehen. Sein höchster Gipfel steigt auf 1802 m an. Der größte Teil des Berges ist bewaldet und ein Teil steht unter Naturschutz (Katafigio Agrias Zois Tria Alonia - Mantani-Vounopika - Καταφύγιο Άγριας Ζωής Τρία Αλώνια - Μαντάνι). In seinem Gebiet entspringen die Hauptquellen des Aliakmonas. Nach dem Berg ist auch die Gemeinde Voio benannt, die im östlichen Teil des Gebiets liegt. Weitere Siedlungen sind Pendalofos im Osten, Eptachori im Westen und Kypseli im Norden. Zum Voio-Massiv gehört auch der niedrigere Ondria(Όντρια), der sich bis nach Kozani zieht. Die Ethniki Odos 20 verläuft zwei Kilometer südlich des höchsten Gipfels. Die ältesten Besiedlung des Berges geschah durch den dorischen Stamm, der vom Berg den Namen Boioter (Βοιωτοί, Böotier) annahm und ihn auf die Landschaft Böotien übertrug.
Der Berg ist dicht bewaldet mit Eichen, Buchen und Kastanien. Während die westlichen Hänge sehr steil ansteigen, laufen die östlichen Hänge in die Ebene aus. Man hat bedeutende Chromit-Lagerstätten entdeckt.